# Parque Las Vegas
El Parque Las Vegas es un parque de Portoviejo. Es considerado como el “pulmón” de la capital manabita. Las Vegas comprende una extensión de 10,5 hectáreas, posee un imponente teatro al aire libre, una glorieta, y locales comerciales. 
Esta obra tuvo una inversión de 7,2 millones de dólares.